# Edlaeveria
Edlaeveria là một chi bướm đêm thuộc họ Noctuidae.